# Awilda (Legende)

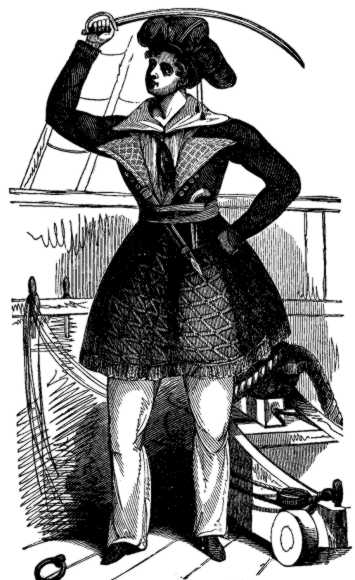
Abbildung von Awilda in The Pirates Own Book, 1837

Alfhild, auch Awilda, Alwilda, war die Tochter des legendären gautischen Königs Siward bzw. Synardus aus dem 5. Jahrhundert. Sie wird in der Gesta Danorum des Saxo Grammaticus erwähnt.

## Sage

### Gesta Danorum
Der eifersüchtige König Synardus ließ das Gemach seiner Tochter von zwei Schlangen bewachen und verkündete, dass jeder Freier, dem es nicht gelinge, zu Awilda vorzudringen, hingerichtet und sein Kopf zur Abschreckung anderer Bewerber aufgespießt würde. Lediglich Alf, dem Kronprinzen von Dänemark, gelang, es, die beiden Schlangen zu töten. Als er Awilda heiraten wollte, waren sie und Synardus einverstanden. Doch Awildas Mutter, die die Ehe verhindern wollte, beeinflusste Awilda derart, dass sie sich als Krieger verkleidete und den Hof verließ. Gemeinsam mit einigen Freundinnen schloss sie sich einer Truppe umherziehender Krieger an, die ihren Anführer verloren hatte, und wurde von diesen zum Hauptmann gewählt. Alf hatte jedoch die Hoffnung, Awilda zu heiraten, nicht aufgegeben, und suchte sie zu Land und auf der Ostsee. Dabei musste er eine feindliche Flotte bekämpfen, die sich ihm in den Weg stellte. Als er danach mit seinen Schiffen in einer finnischen Bucht der Ostsee anlegen wollte, fand er diese von Awildas Schiffen besetzt. Es kam zu einem Kampf, da man sich gegenseitig für Feinde hielt. Alf gelang es, Awildas Schiff zu entern. Erst als Awilda im Kampf von Alfs Gefolgsmann Borgar der Helm vom Kopf geschlagen wurde, erkannte man sich wieder, und die Vermählung konnte doch noch stattfinden. Aus der Ehe ging die Tochter Gurid hervor.

### Historia de gentibus septentrionalibus

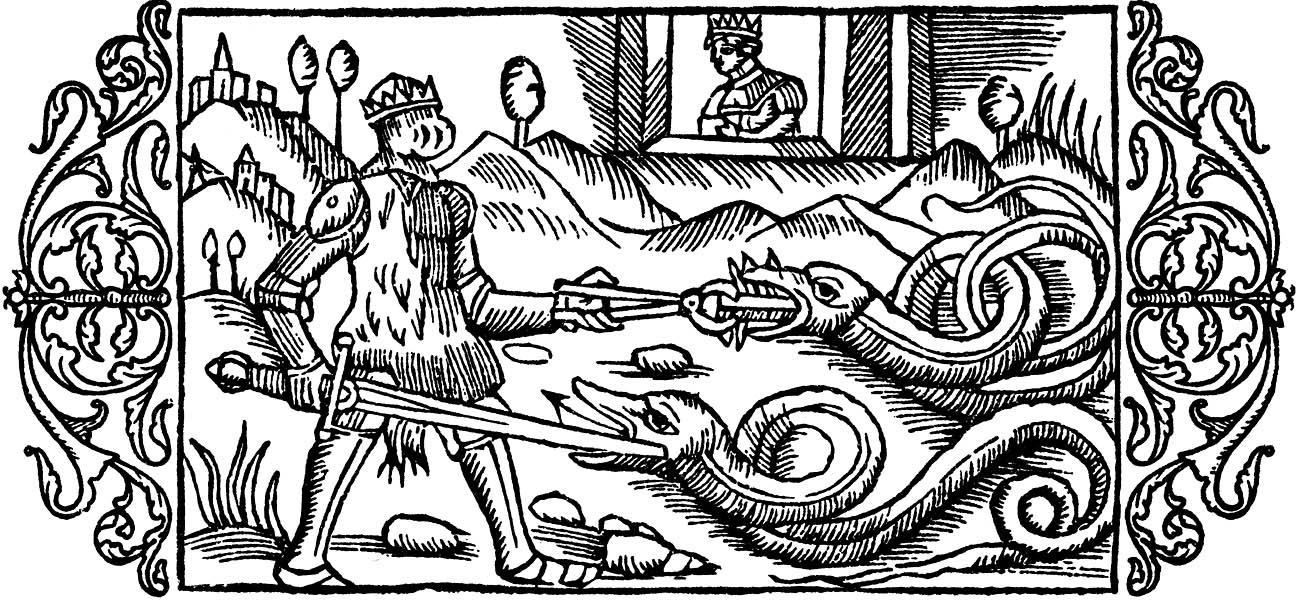
Alf tötet die Schlangen; Darstellung in der Historia de gentibus septentrionalibus von Olaus Magnus, 1555

Auch die 1555 in Rom erschienene Historia de gentibus septentrionalibus erwähnt die Sage von Alf und Alfhild.

### Historische Bewertung
Die ersten Bücher des Geschichtswerks Gesta Danorum des Saxo Grammaticus, das um das 13. Jahrhundert entstand, enthalten Sagen und Legenden aus der Frühzeit Skandinaviens, die vermutlich nur auf mündlichen Überlieferungen beruhten. Saxo beschreibt in seinem Buch V ff. Ereignisse, die zu diesem Zeitpunkt bereits 700 Jahre zurücklagen und deren Historizität unklar ist. Das wahrscheinlich südschwedische Volk der Gauten konnte bisher nicht sicher identifiziert werden, es wird nur in weiteren Legenden wie dem Beowulf-Heldengedicht erwähnt. Die Personen und deren Gebräuche sind bereits deutlich von christlich-mittelalterlichen Wertvorstellungen geprägt, die im Skandinavien des 5. Jahrhunderts nicht zu erwarten wären. Die Ereignisse um Alfs gefährliche Brautwerbung wie die Bewachung der Braut durch Schlangen bzw. Ungeheuer und die Aufspiessung der Köpfe erfolgloser Bewerber weisen typische frühzeitliche und mittelalterliche Sagenelemente auf (Heimdall und Sol). Somit ist zweifelhaft, ob König Synardus und seine Tochter überhaupt jemals existiert haben. Das der Trivialliteratur zuzuordnende Pirate's Own Book gibt die Geschichte unter Berufung auf Saxo bereits erheblich gekürzt und verfremdet wieder. Die dazugehörige Abbildung zeigt eine Person in Kleidung und mit Waffen, die erst mindestens 1000 Jahre nach den geschilderten Ereignissen in Gebrauch kamen.

## Rezeption
Die Sagengestalt wurde von verschiedenen Autoren und Dichtern aufgegriffen und in teilweise deutlich verfremdete Handlungen eingebaut. So diente sie in Torquato Tassos Tragödie Il Re Torrismondo von 1587 als Vorbild für Alvida, Tochter des Goten-Königs Torrismondo. Die Tragödie endet mit Alvidas Tod. Charles Ellms erzählte die sagenhafte Geschichte in The Pirate's Own Book 1837 nach, er stellte Awilda jedoch als Piratin dar, die sich derart erfolgreich betätigte, dass eine Flotte unter Führung des dänischen Prinzen Alf ausgesandt wurde, die sie zum Kampf stellte und besiegte. Nachdem Alf dem vermeintlichen Piratenkapitän den Helm abgenommen hatte, erkannte er Awilda, die ihn zuvor verschmäht hatte, jetzt aber so beeindruckt von ihm war, dass sie der Ehe doch zustimmte.
Der französische Comic-Zeichner Jean-Yves Mitton machte Awilda zur Heldin seiner Comicserie "Alwilda", die sich aber nur locker an die überlieferten Ereignisse hält.
Auch in dem Manga One Piece ist sie als Piratenkapitänin Alvida mit der Eisenkeule zu finden.